# Водяні лілії (Моне)
«Водяні лілії» (фр. Nymphéas) — цикл з приблизно 250 картин французького художника-імпресіоніста Клода Моне (1840—1926), виконаних у техніці олійного живопису. Картини, що зображують квітник садиби Моне в Живерні, становили головний предмет творчих зусиль художника в останні тридцять років його життя. Багато з робіт були створені, коли Моне вже хворів на катаракту.

## Загальні відомості
Схильність Моне до створення серій картин, об'єднаних загальною темою і перспективою, стала проявлятися з 1889 року, коли він закінчив не менше 10 картин із циклу «Долина Крез», пізніше виставлених у галереї Жоржа Петі. Іншим відомим циклом картин Моне є «Копиці».
В 1920-ті в музеї Оранжері державним коштом були побудовані дві овальні зали для постійного зберігання восьми фресок Моне з водяними ліліями. Виставка відкрилася для публіки 16 травня 1927, через кілька місяців після смерті Моне. У 1999 році в музеї Оранжері відбулася спеціальна виставка «Водної лілій» Моне, для якої з усього світу було зібрано 60 картин.
Картини циклу зберігаються в багатьох музеях світу, включаючи Мармоттан-Моне, та Орсе в Парижі, Метрополітен-музей в Нью-Йорку, Чиказький художній інститут, Сент-Луїський художній музей, Національний музей Уельсу, Музей витончених мистецтв в Нанті, Клівлендський музей мистецтв, Портлендський художній музей в Орегоні та інші.
За словами Джованні Бертаццоні, голови департаменту мистецтва імпресіоністів і модерністів аукціонного дому «Крістіс»: «Водяні лілії» Моне входять до числа найбільш знаменитих та визнаних робіт XX століття, надавши колосальний вплив на цілі покоління художників".

## «Водяні лілії» на аукціонах
19 червня 2007 року одна з «Водної лілій» Моне була продана на аукціоні «Сотбіс» в Лондоні за 18.5 мільйонів фунтів стерлінгів. 24 червня 2008 інша картина із серії, «Ставок з лататтям» (Le Bassin Aux Nymphéas), продана за 41 млн фунтів стерлінгів на аукціоні «Крістіс» у Лондоні, майже в два рази перевищивши стартову ціну лота. 23 червня 2010 на торги в «Крістіс» були виставлені «Водяні лілії» 1906 року, очікувана ціна продажу яких коливалася від 30 до 40 мільйонів фунтів стерлінгів, проте ставки на картину не піднялися вище 29 мільйонів, і в підсумку картина була знята з аукціону. Останній раз «Водяні лілії» 1907 року виставлялися на торгах в «Крістіс» у травні 2014 року і були продані за відносно скромну суму в 27 мільйонів доларів.

## Галерея

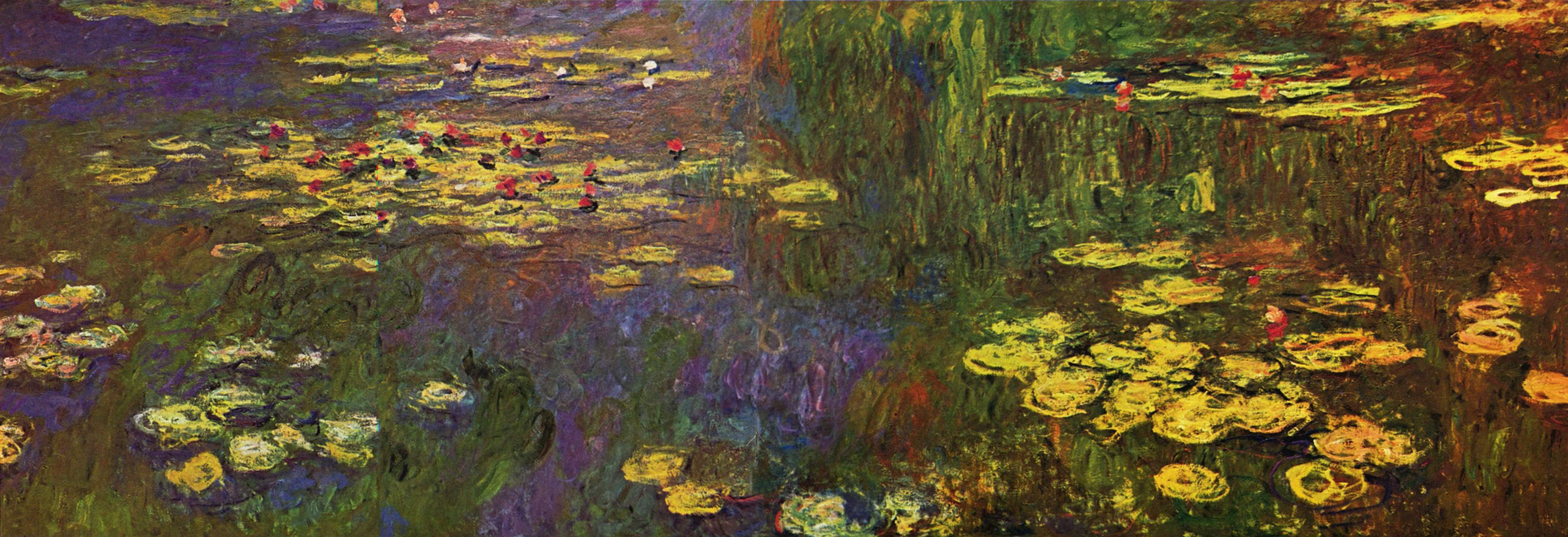
Water Lilies, 1920–1926, Musée de l'Orangerie
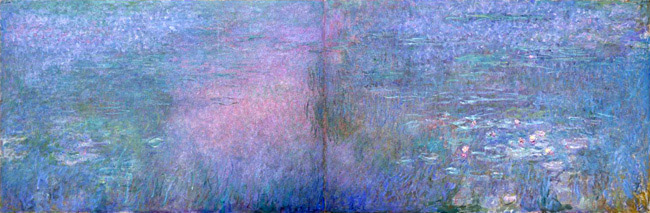
Water-Lily Pond, c.1915–1926, Chichu Art Museum, Naoshima, Kagawa, Japan
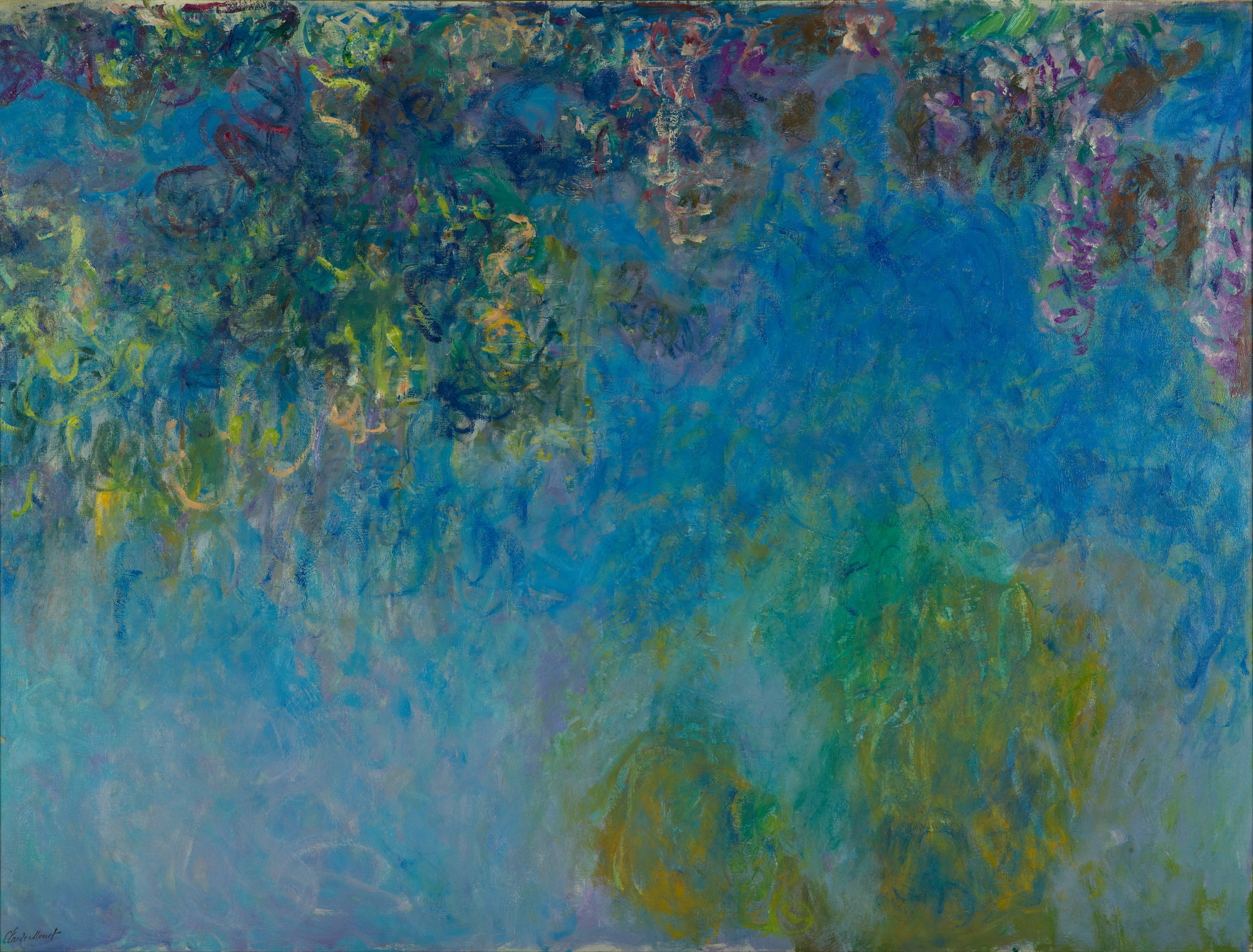
Wisteria, 1925, Gemeentemuseum Den Haag
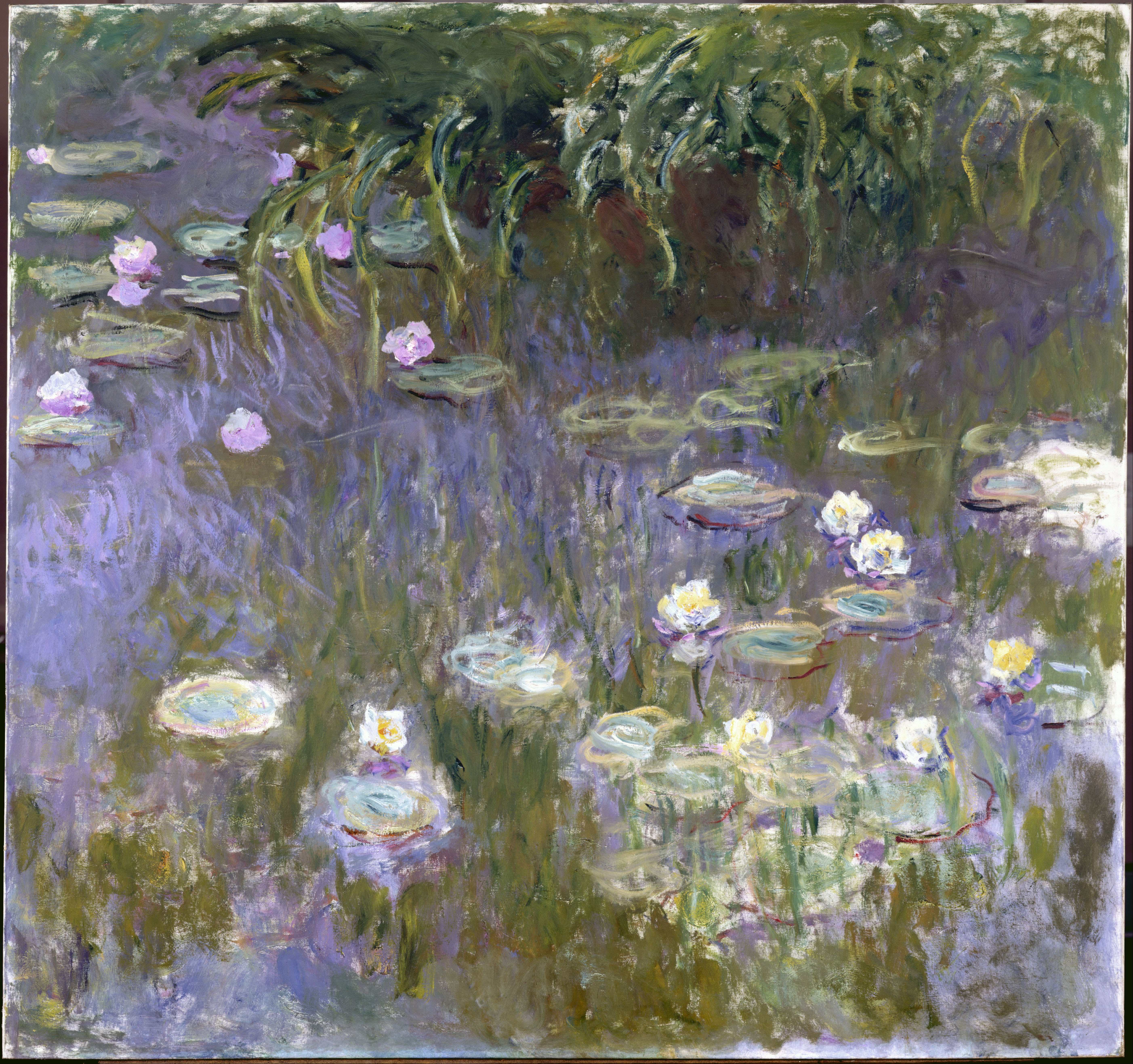
Water Lilies, 1922, Toledo Museum of Art
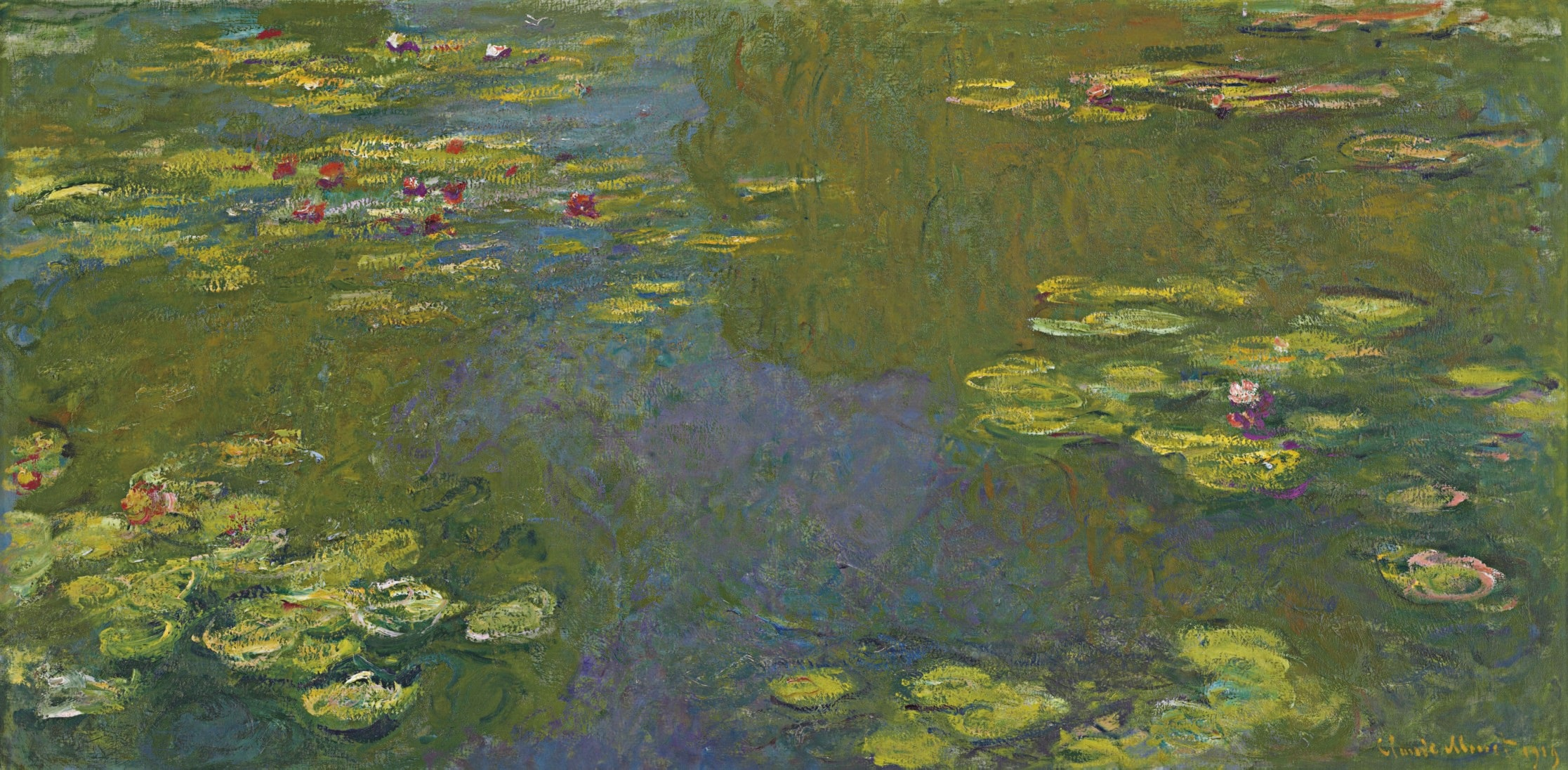
Le Bassin Aux Nymphéas, 1919
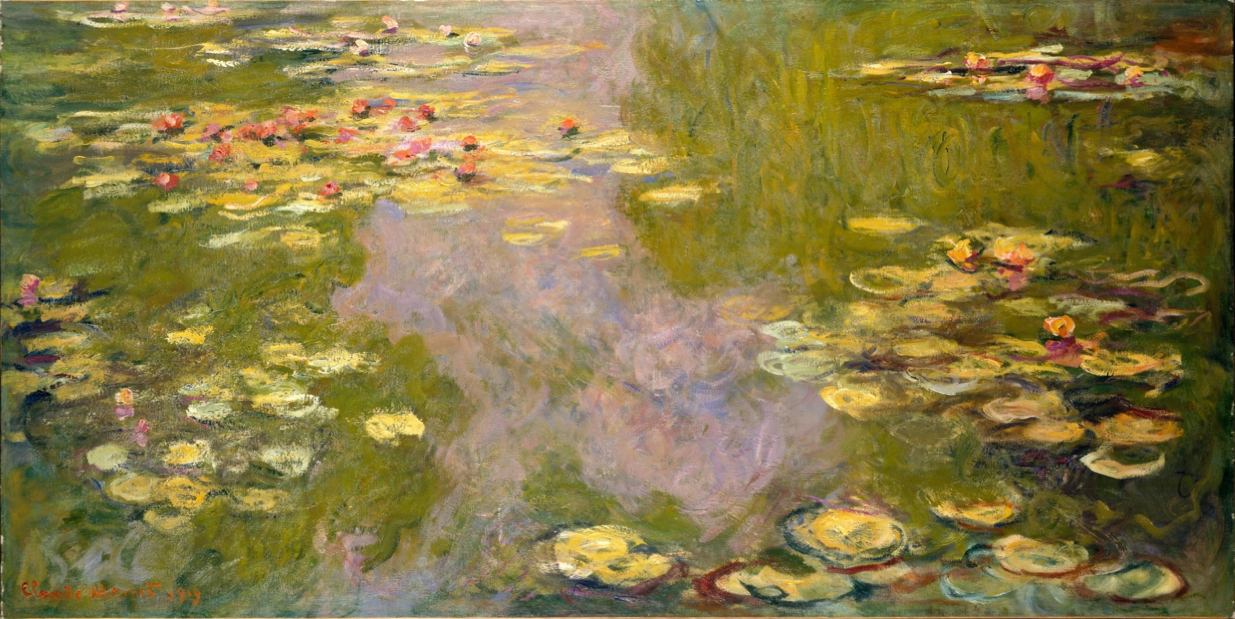
Water Lilies, 1919, Metropolitan Museum of Art, New York City
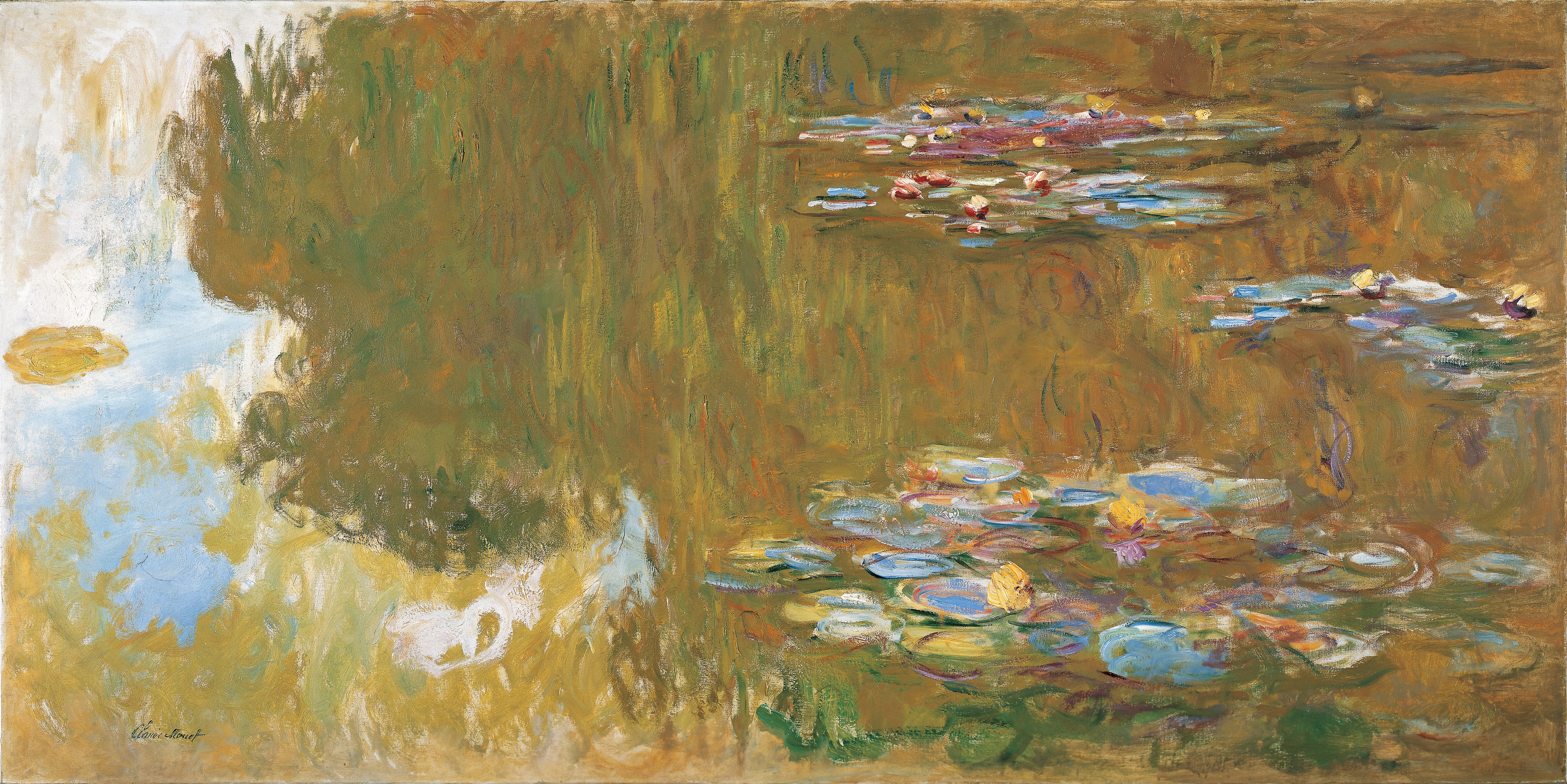
The Water Lily Pond, c. 1917-19, Albertina
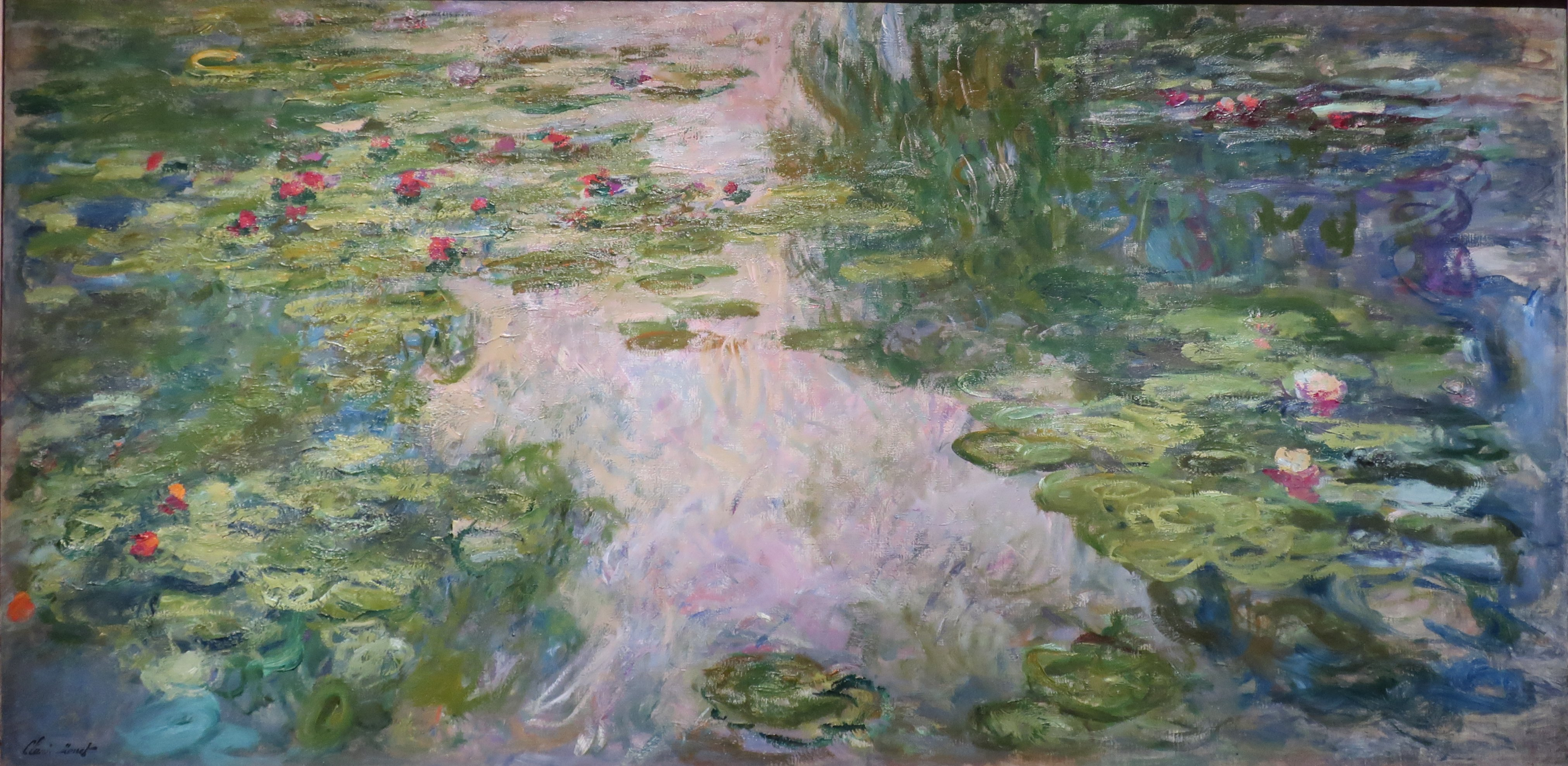
Water Lilies, 1917–1919, Honolulu Museum of Art
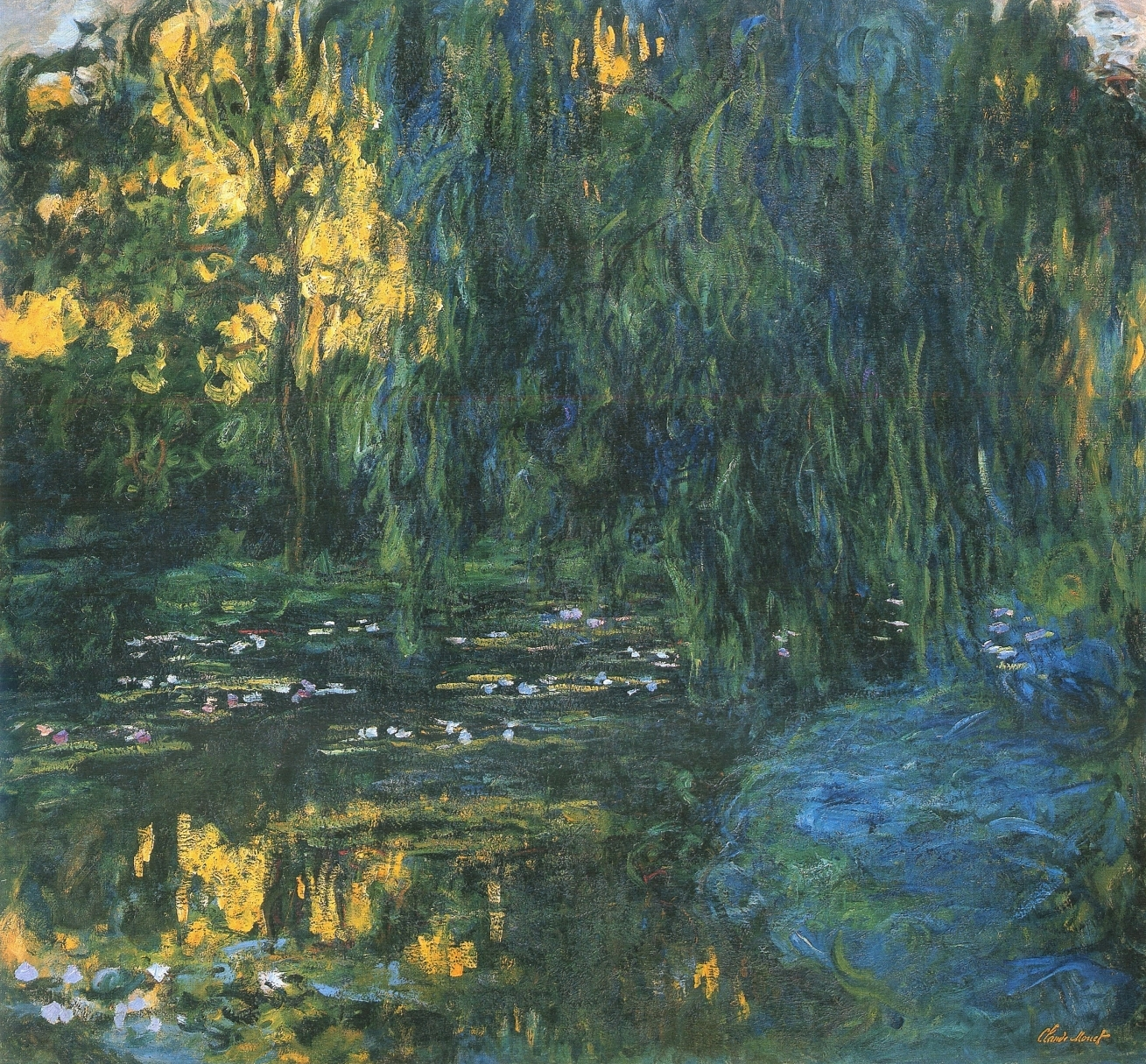
Water-Lily Pond and Weeping Willow, (1916–19)
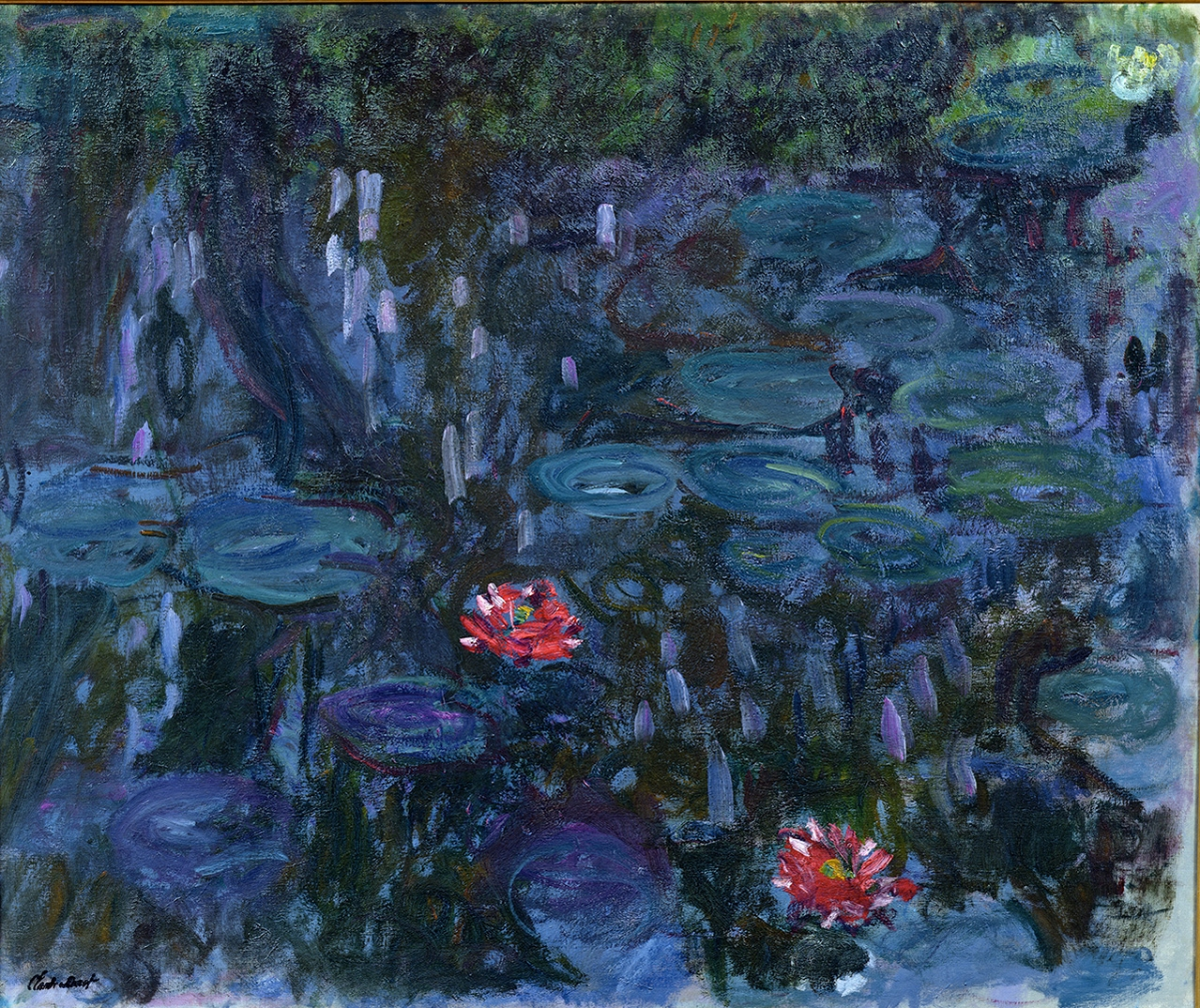
Nymphéas reflets de saule (1916–19), Musée Marmottan Monet
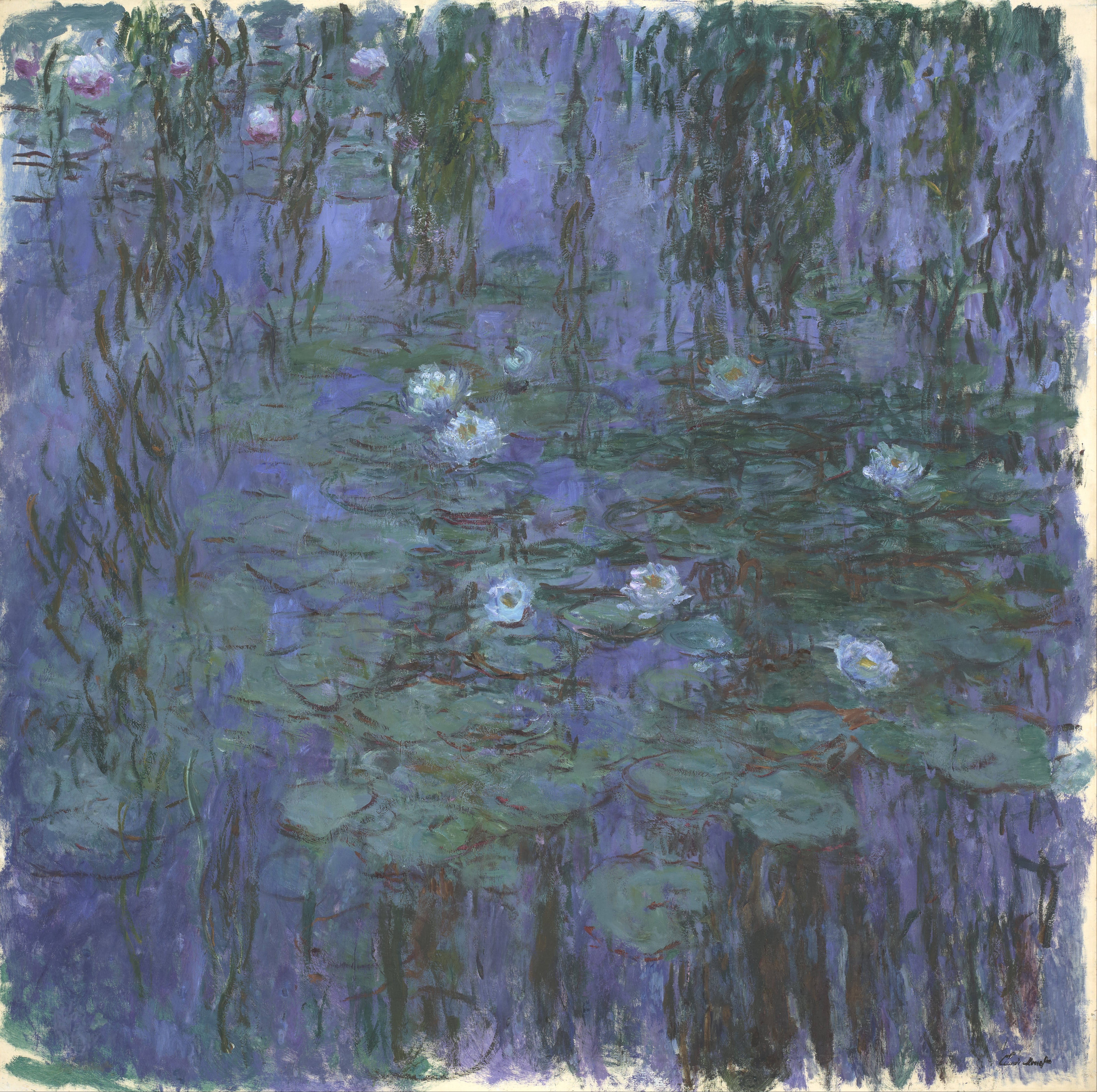
Blue Water Lilies, 1916-1919, Музей д'Орсе
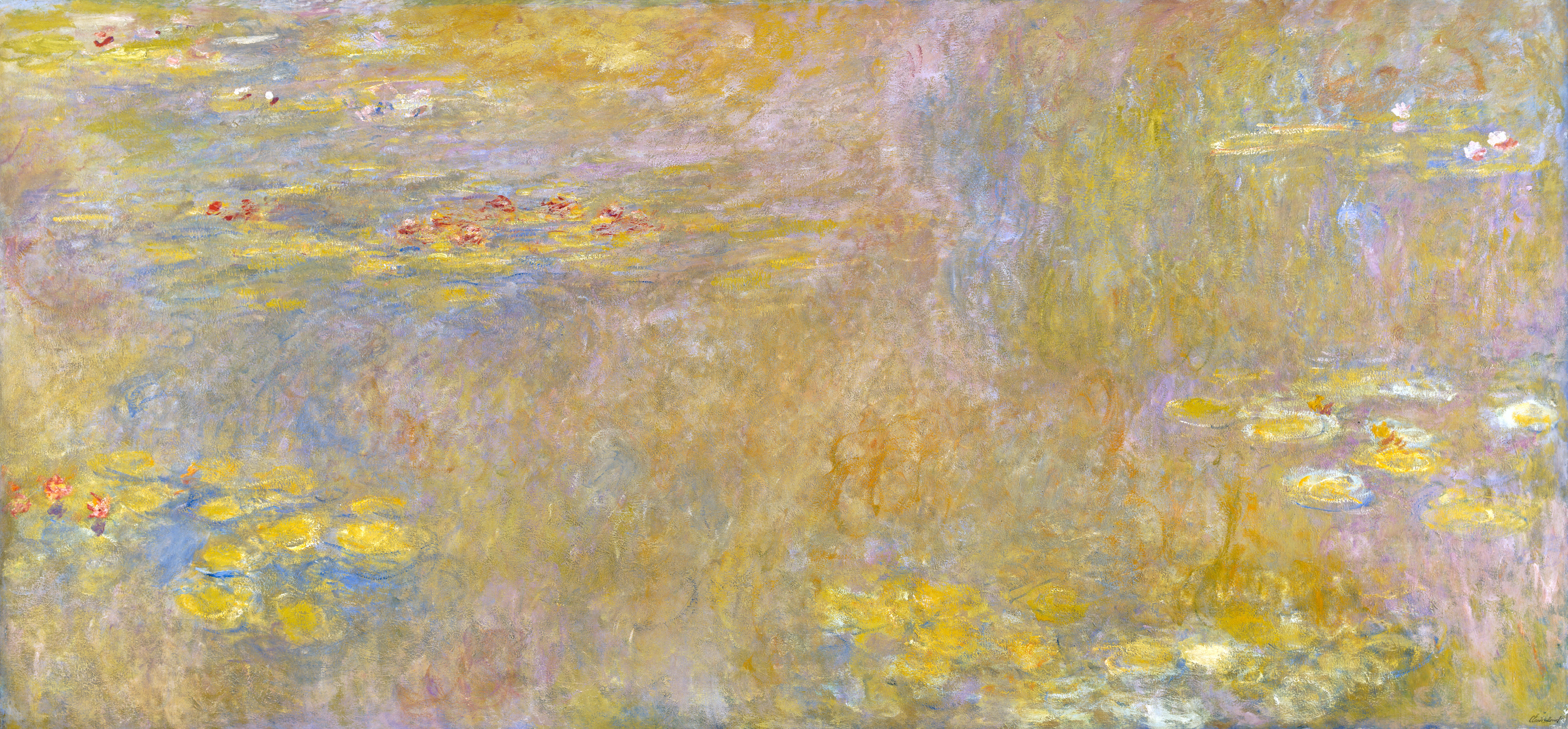
Sea-Roses (Yellow Nirwana), after 1916, National Gallery, London
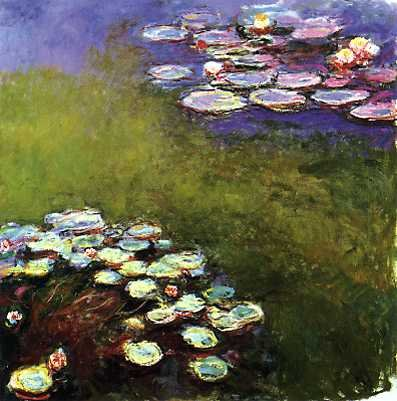
Nymphéas, 1916, Musée Marmottan Monet
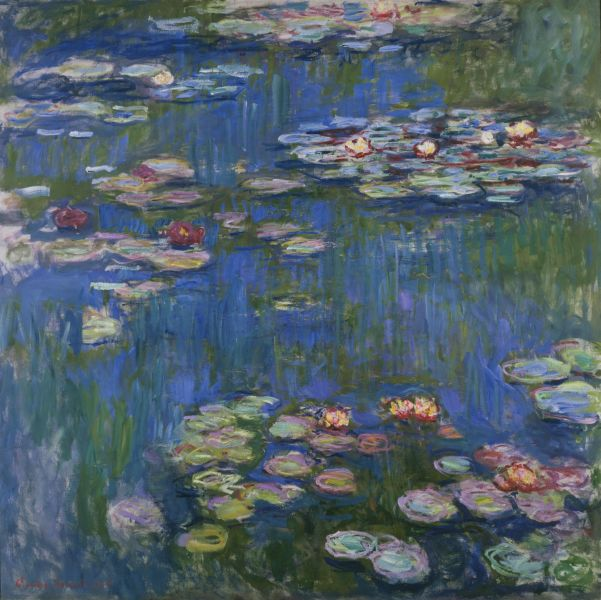
Water Lilies, 1916, National Museum of Western Art, Tokyo
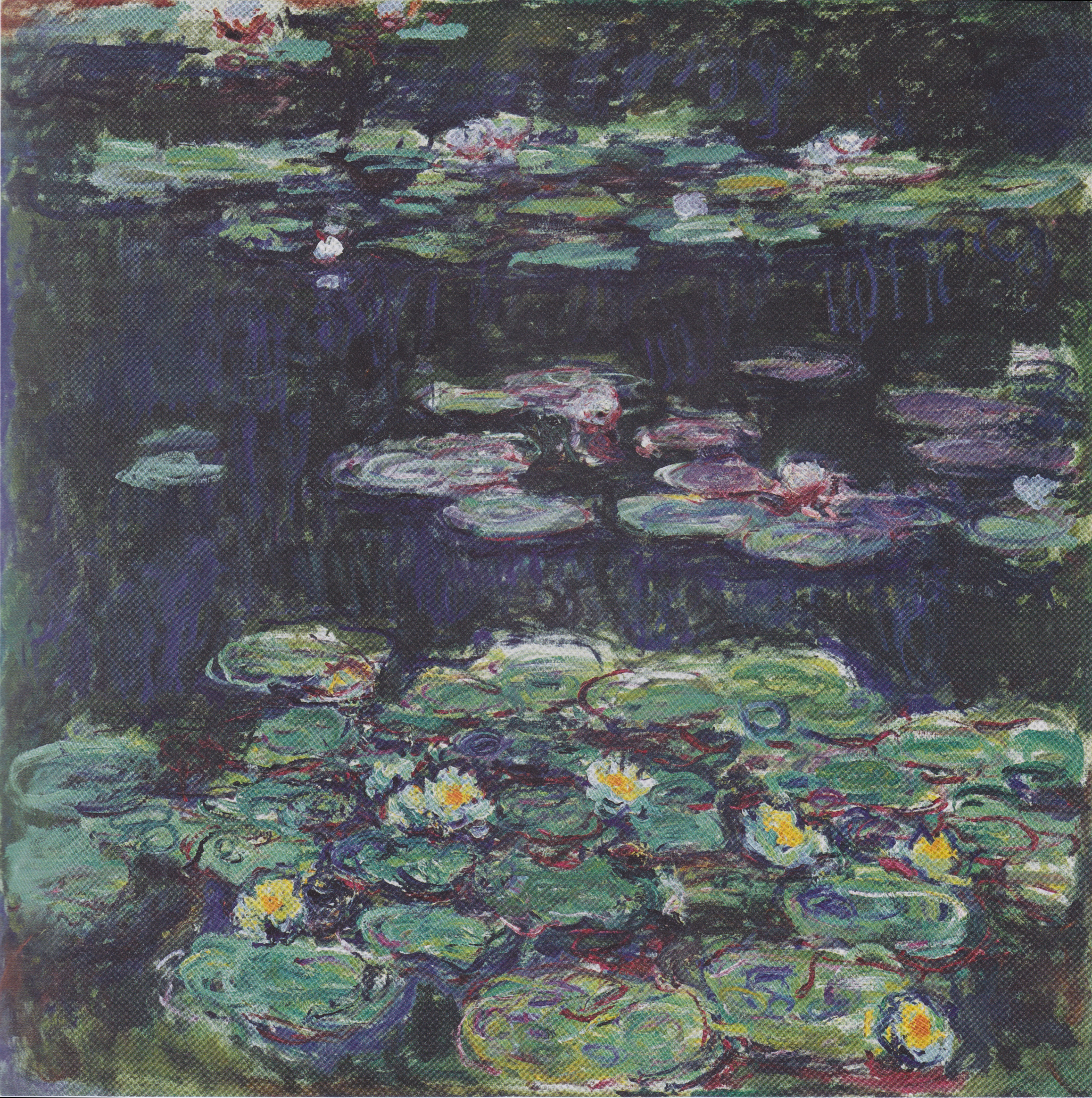
White and yellow Water Lilies, (1915–1917), Kunstmuseum Winterthur, Winterthur, Switzerland
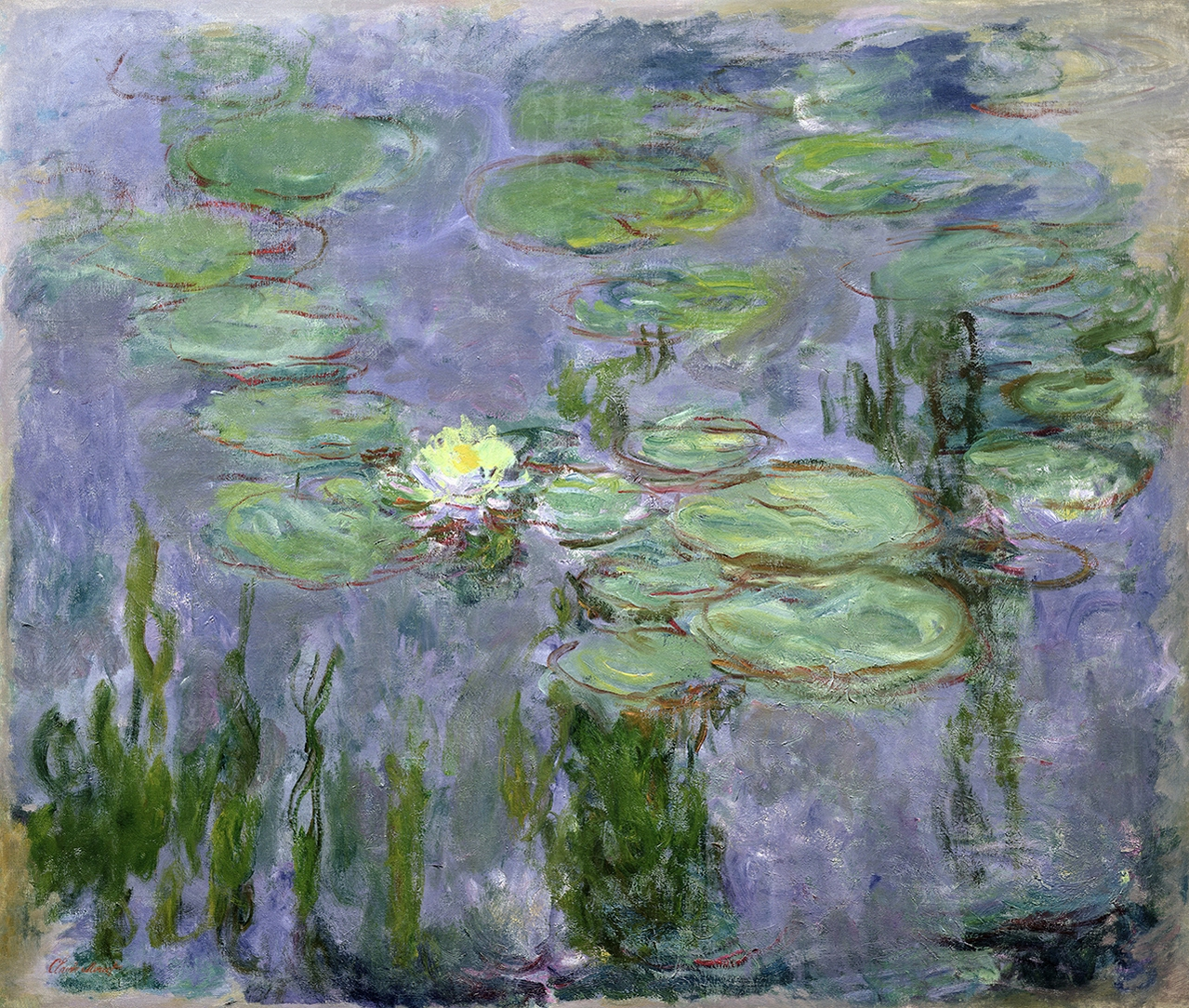
Nymphéas, 1915, Musée Marmottan Monet
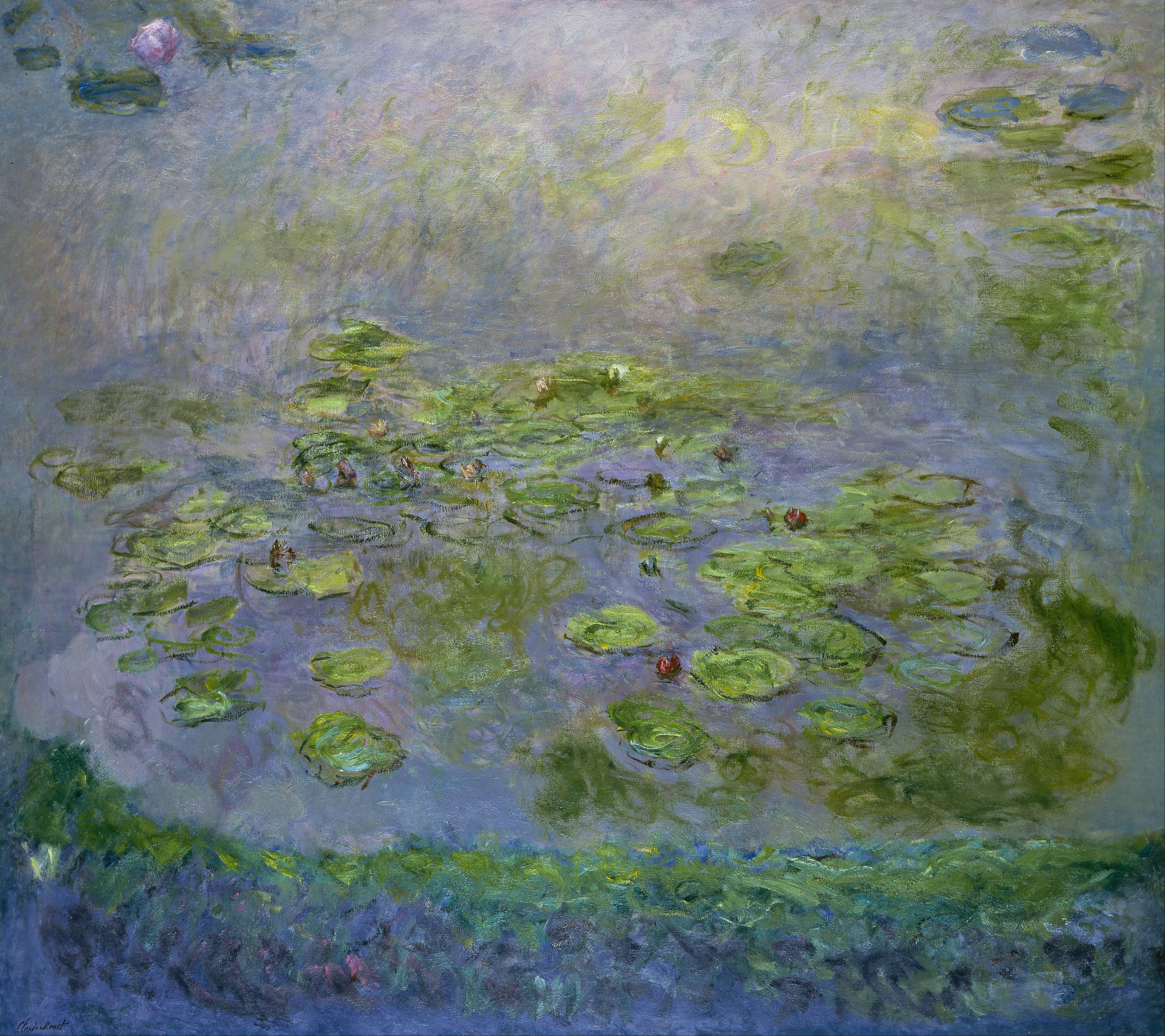
Nymphéas (Waterlilies), 1914-1917, National Gallery of Australia
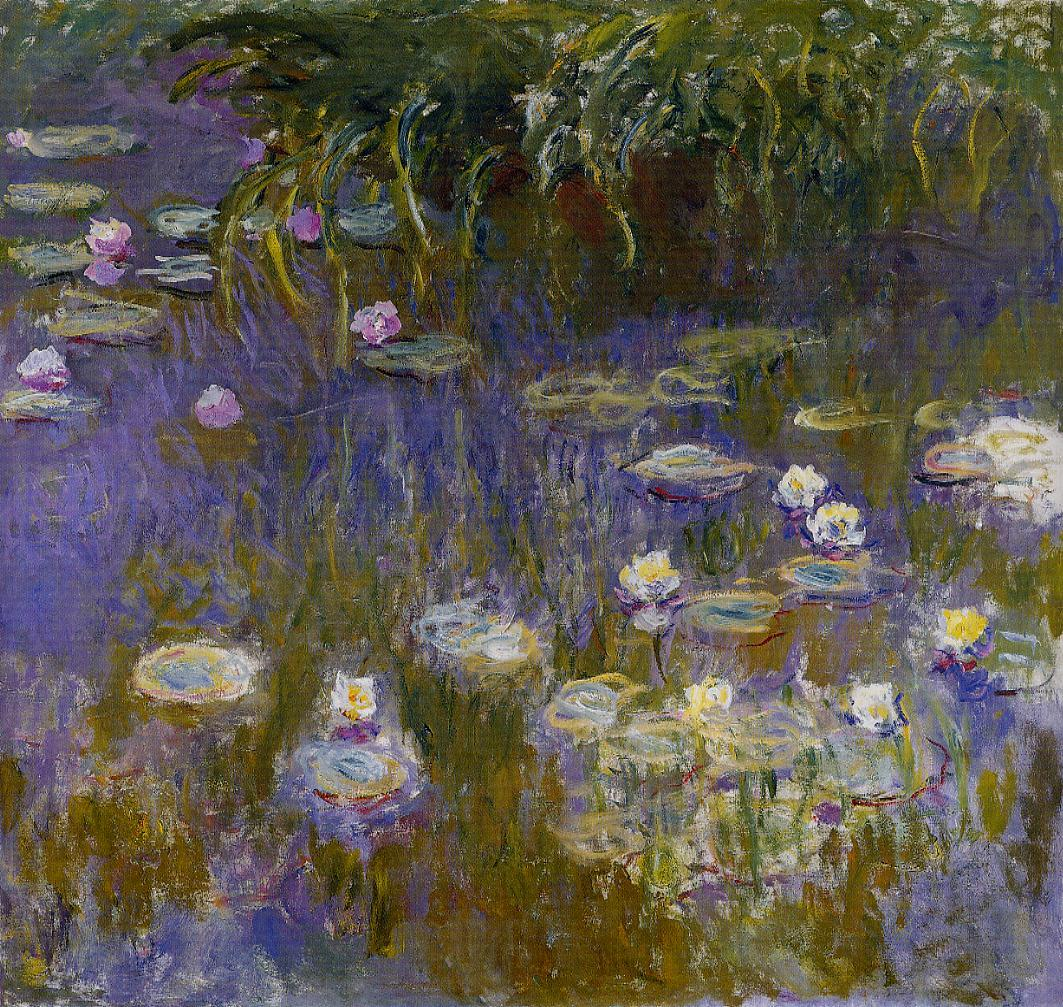
Water-Lilies, 1914–1917, Toledo Museum of Art
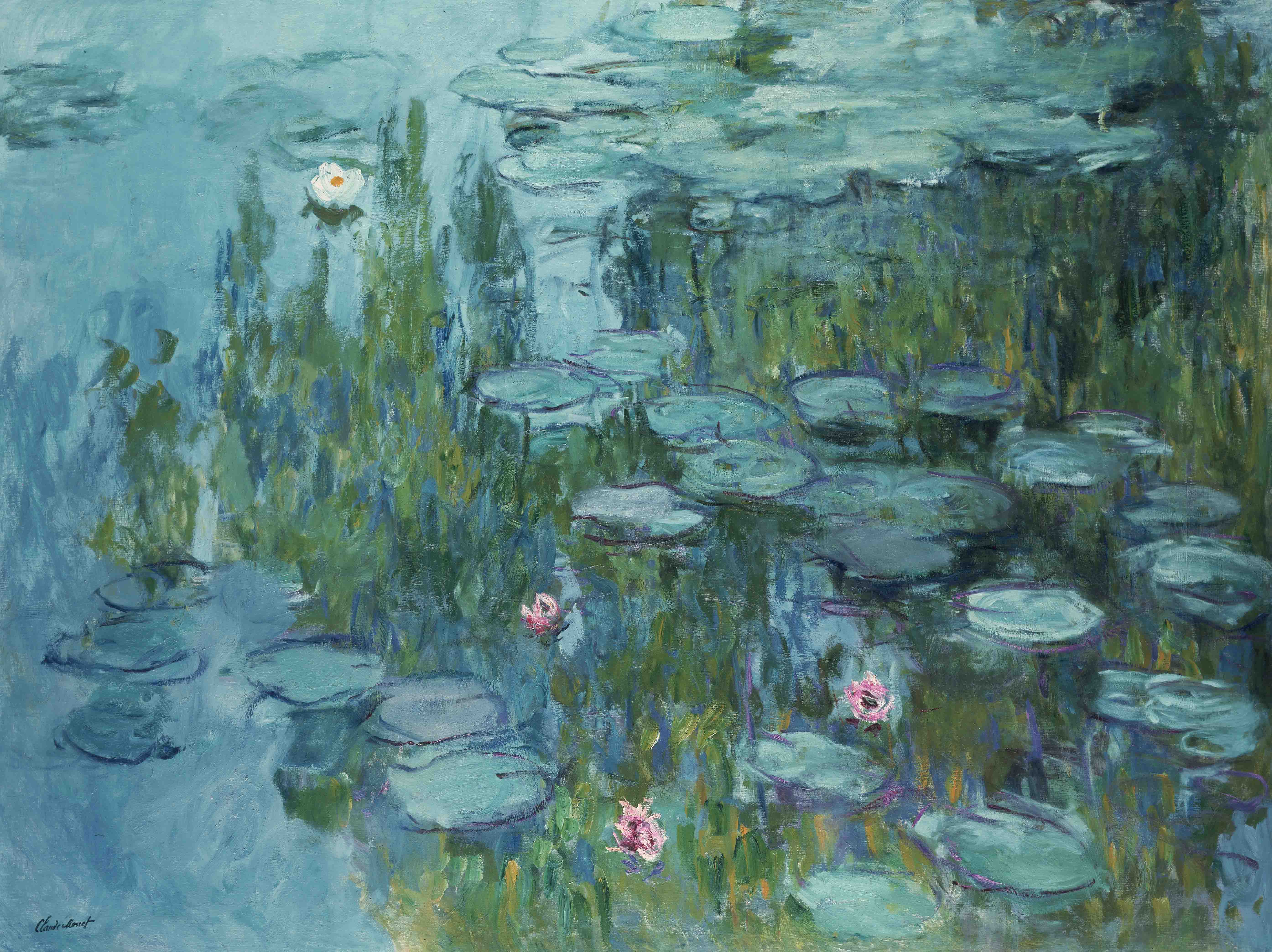
Nymphéas, 1915, Neue Pinakothek, Munich
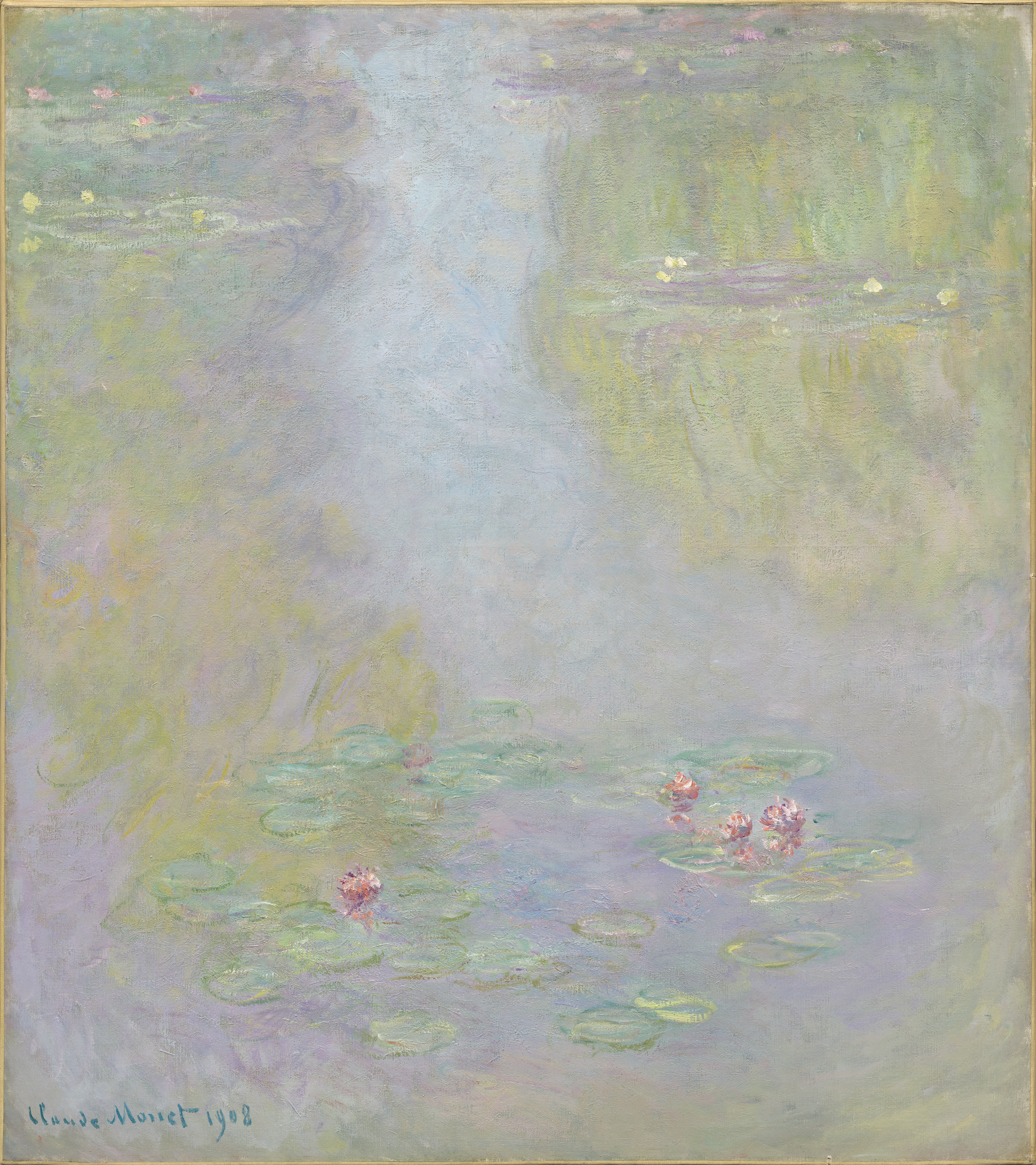
Water Lilies (TFAM), 1908, Tokyo Fuji Art Museum
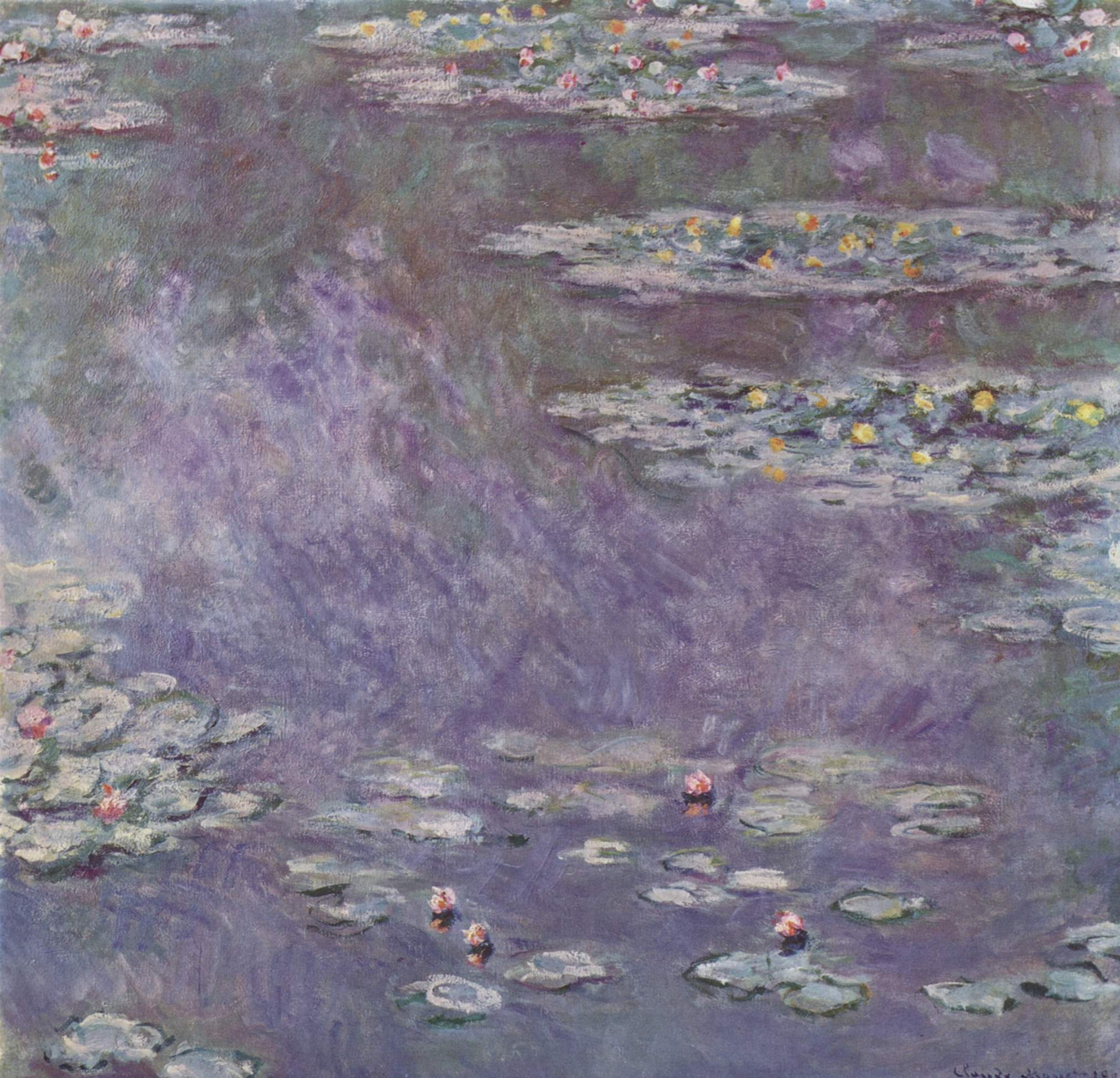
Water Lily Pond, 1908
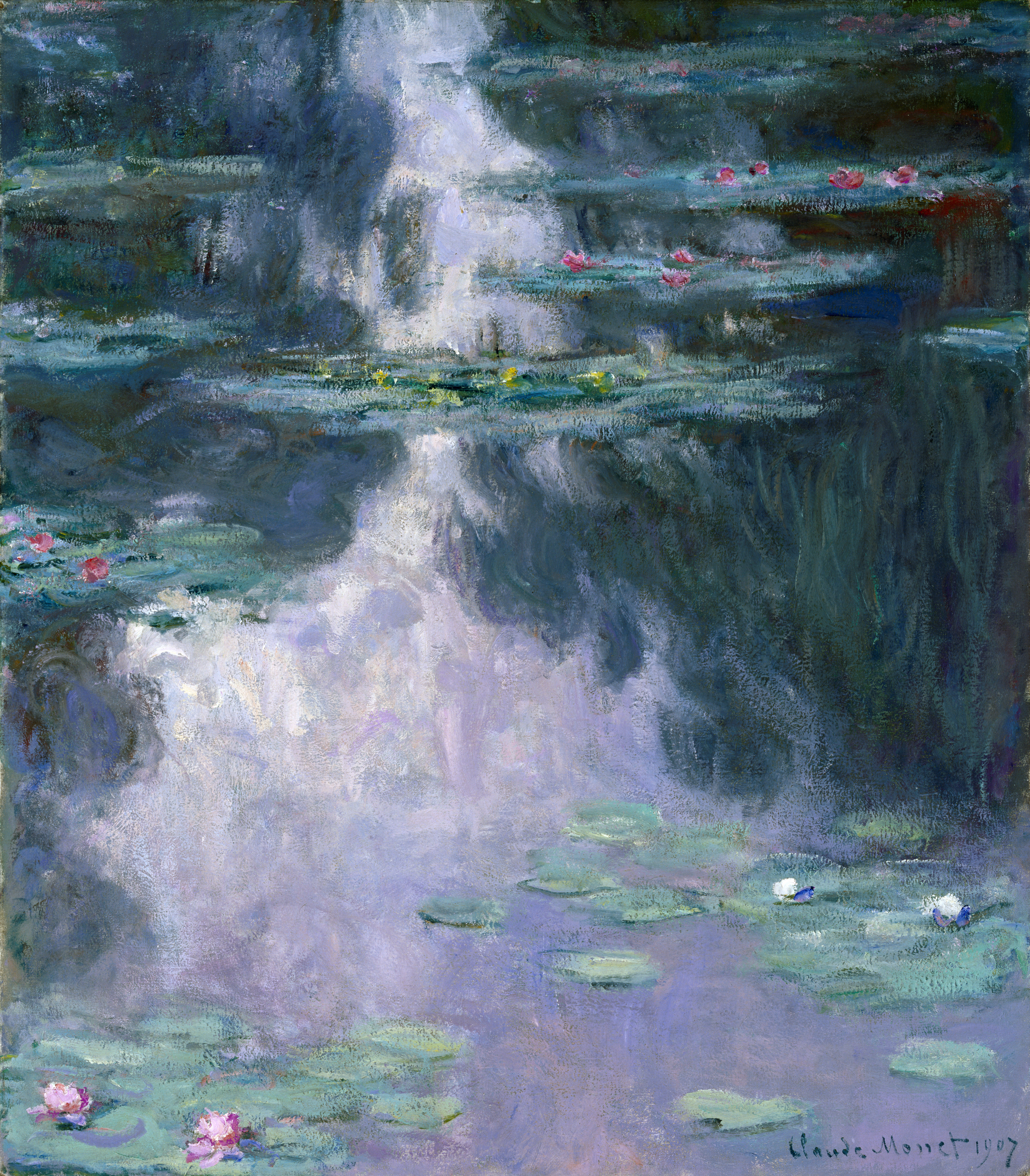
Water Lilies, 1907 The Museum of Fine Arts, Houston
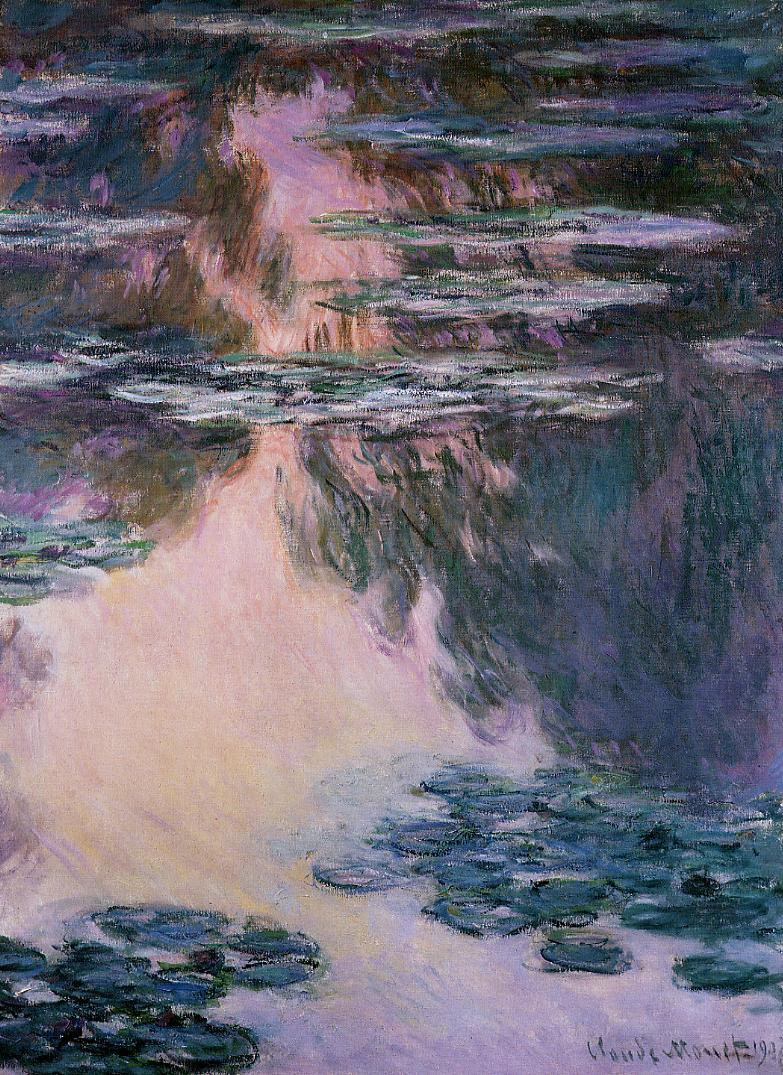
Water Lilies, 1907, Bridgestone Museum of Art, Tokyo
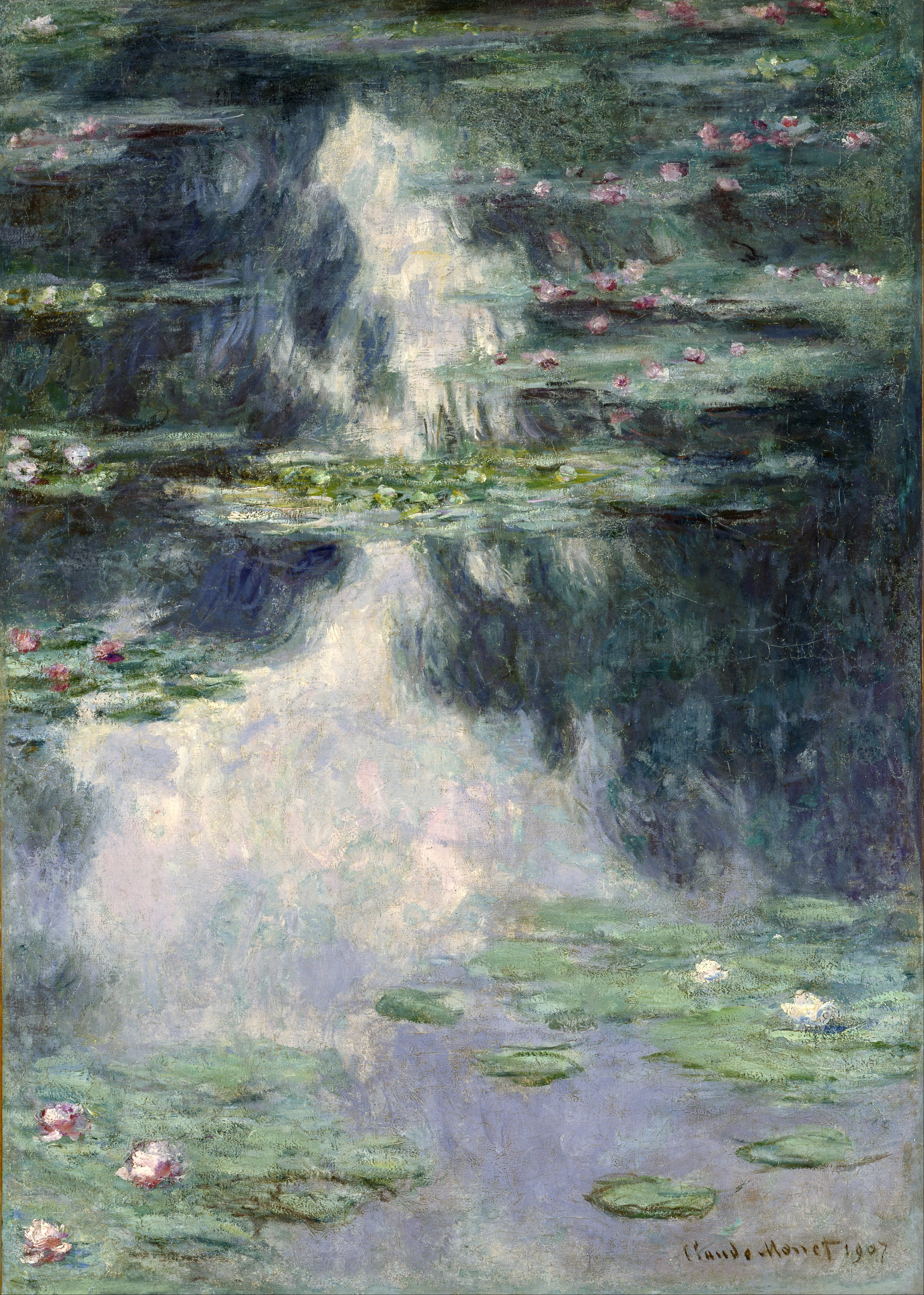
Pond with Water Lilies, 1907, Israel Museum
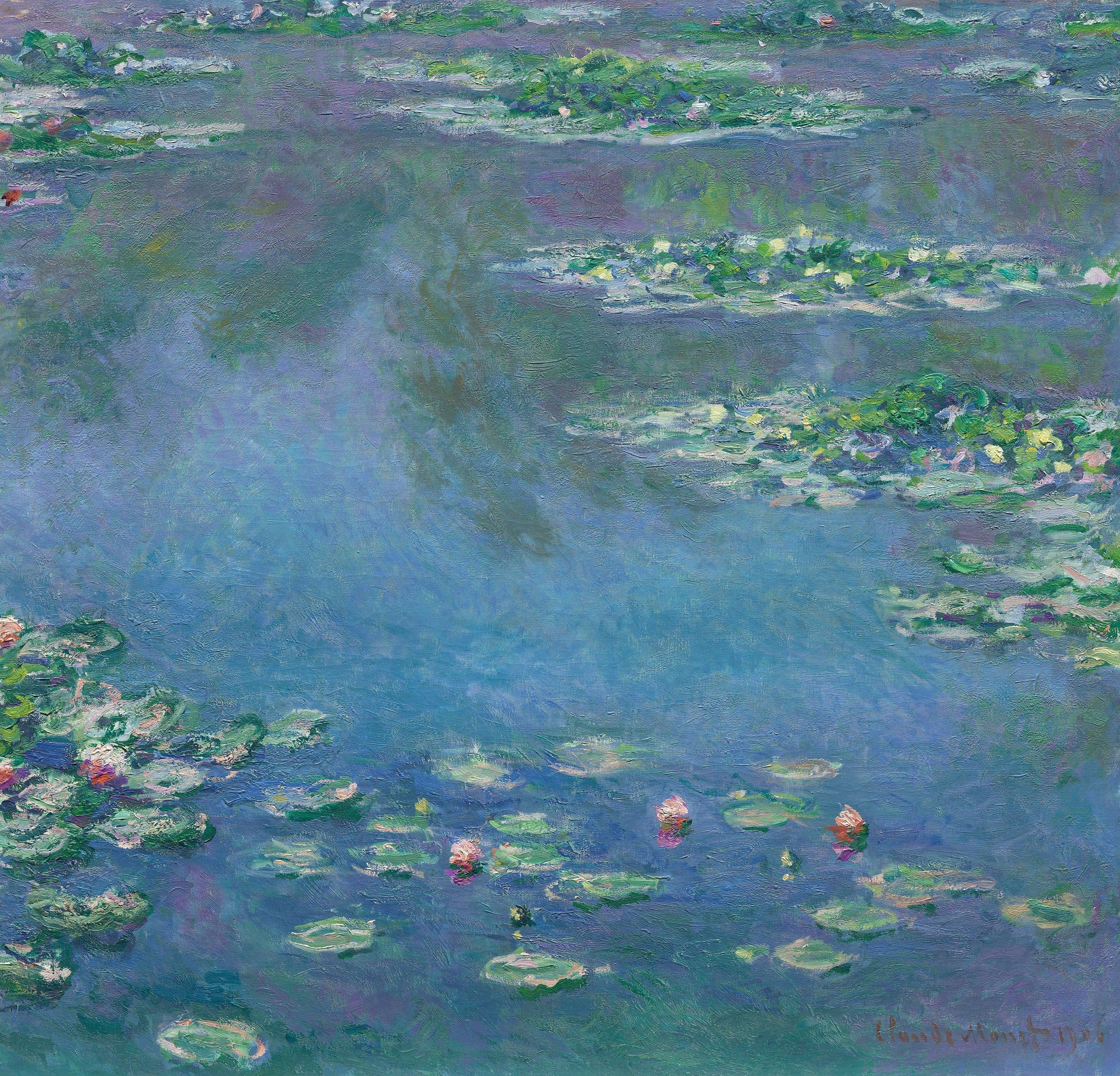
Water Lilies, 1906, Art Institute of Chicago
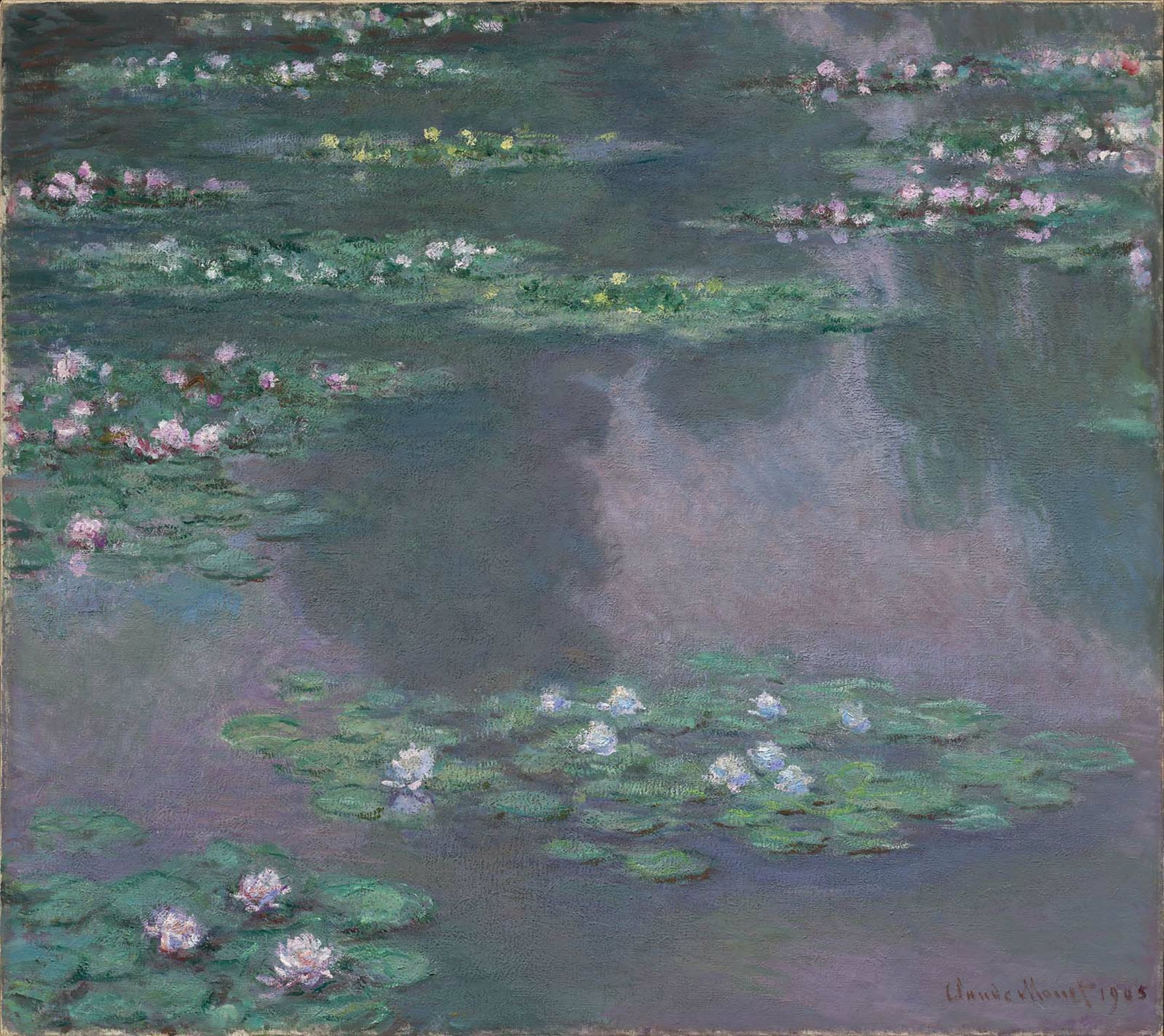
Water Lilies, 1905, Museum of Fine Arts, Boston
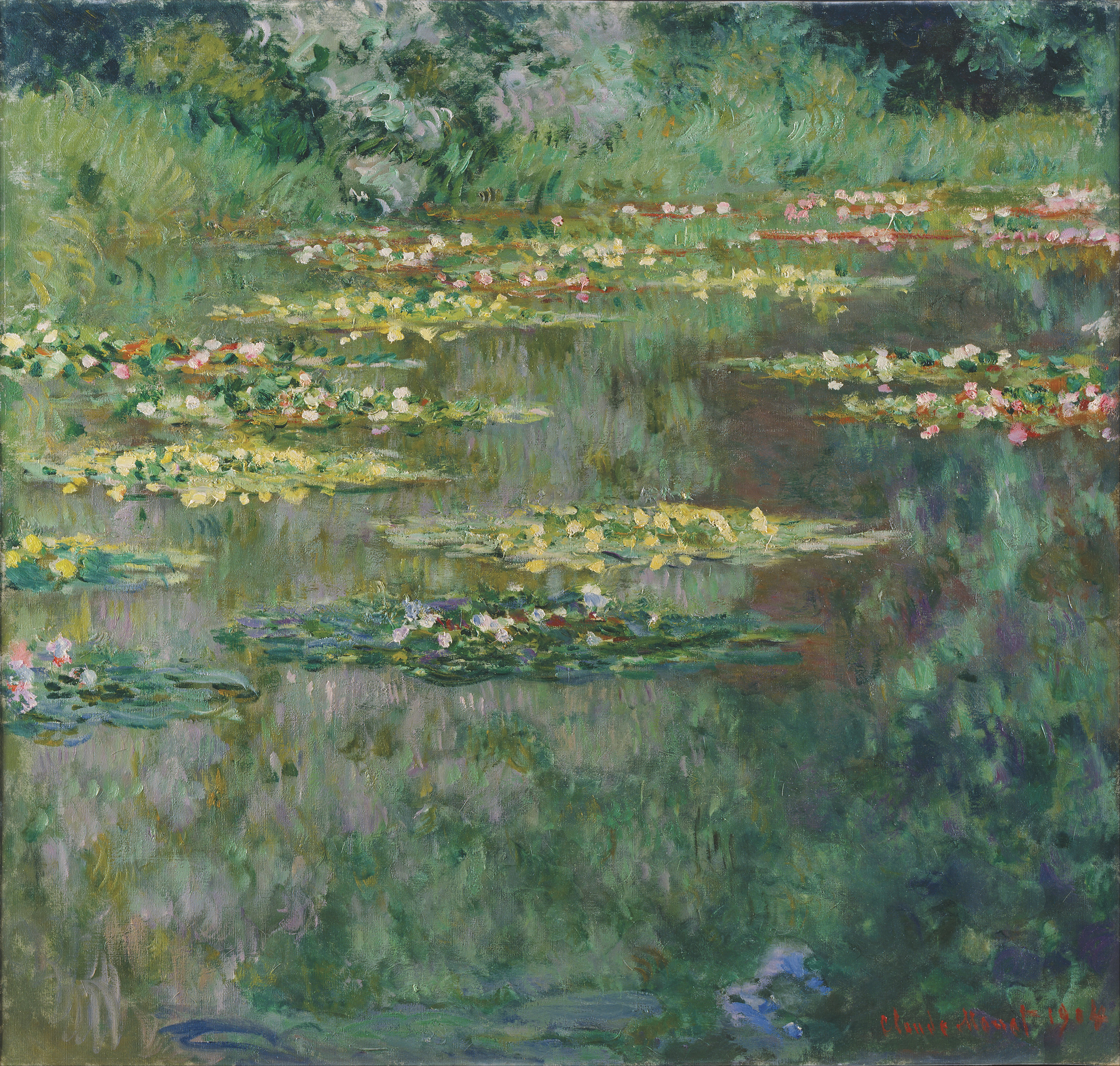
Le Bassin des Nympheas, 1904, Denver Art Museum
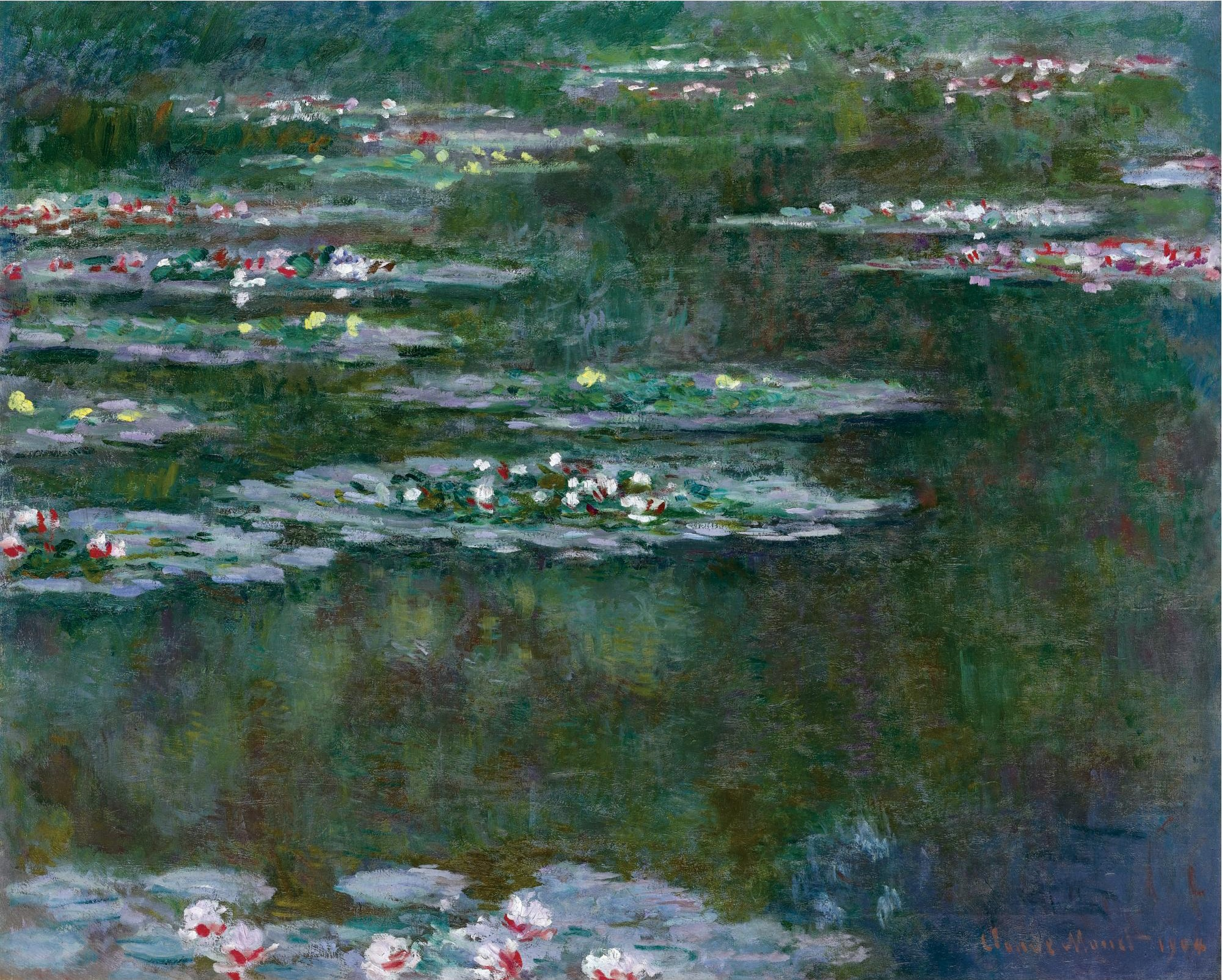
Water Lilies, 1904
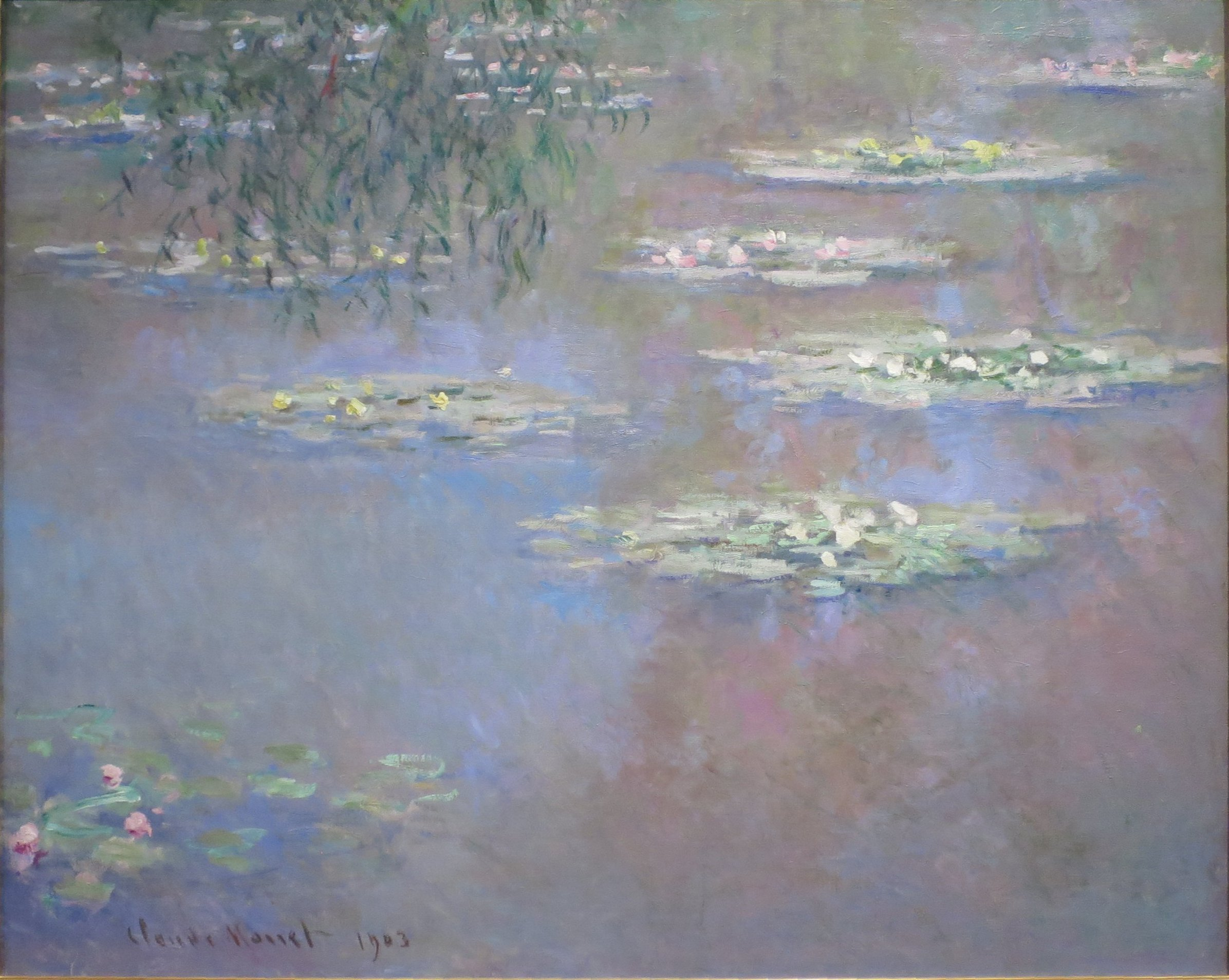
Water Lilies, 1903, Dayton Art Institute, Dayton, Ohio
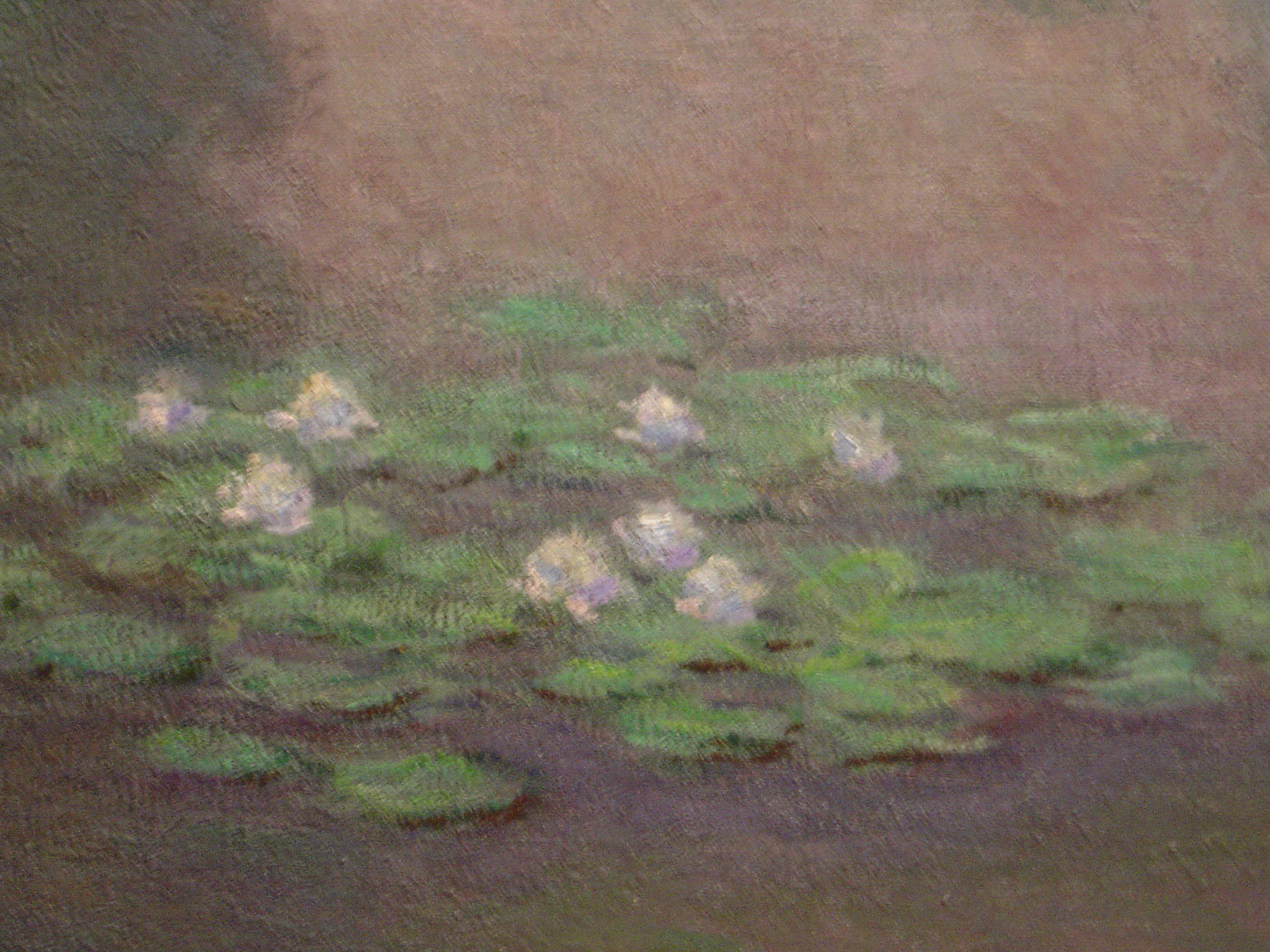
Closeup of Water lily pond, one of 18 views of the pond, 1899, Boston Museum of Fine Arts
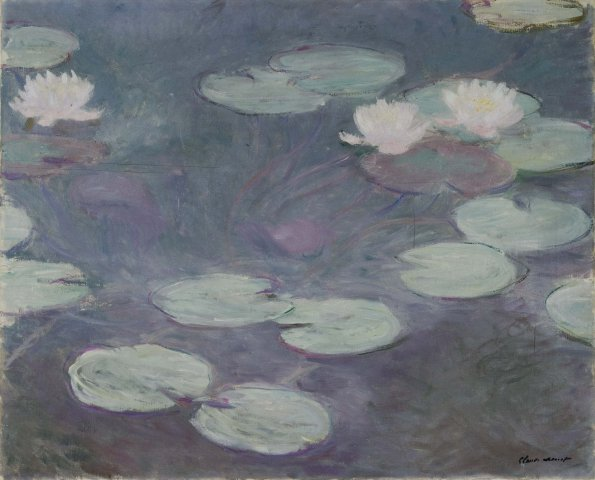
Water lilies, 1897–1899, Galleria Nazionale d'Arte Moderna
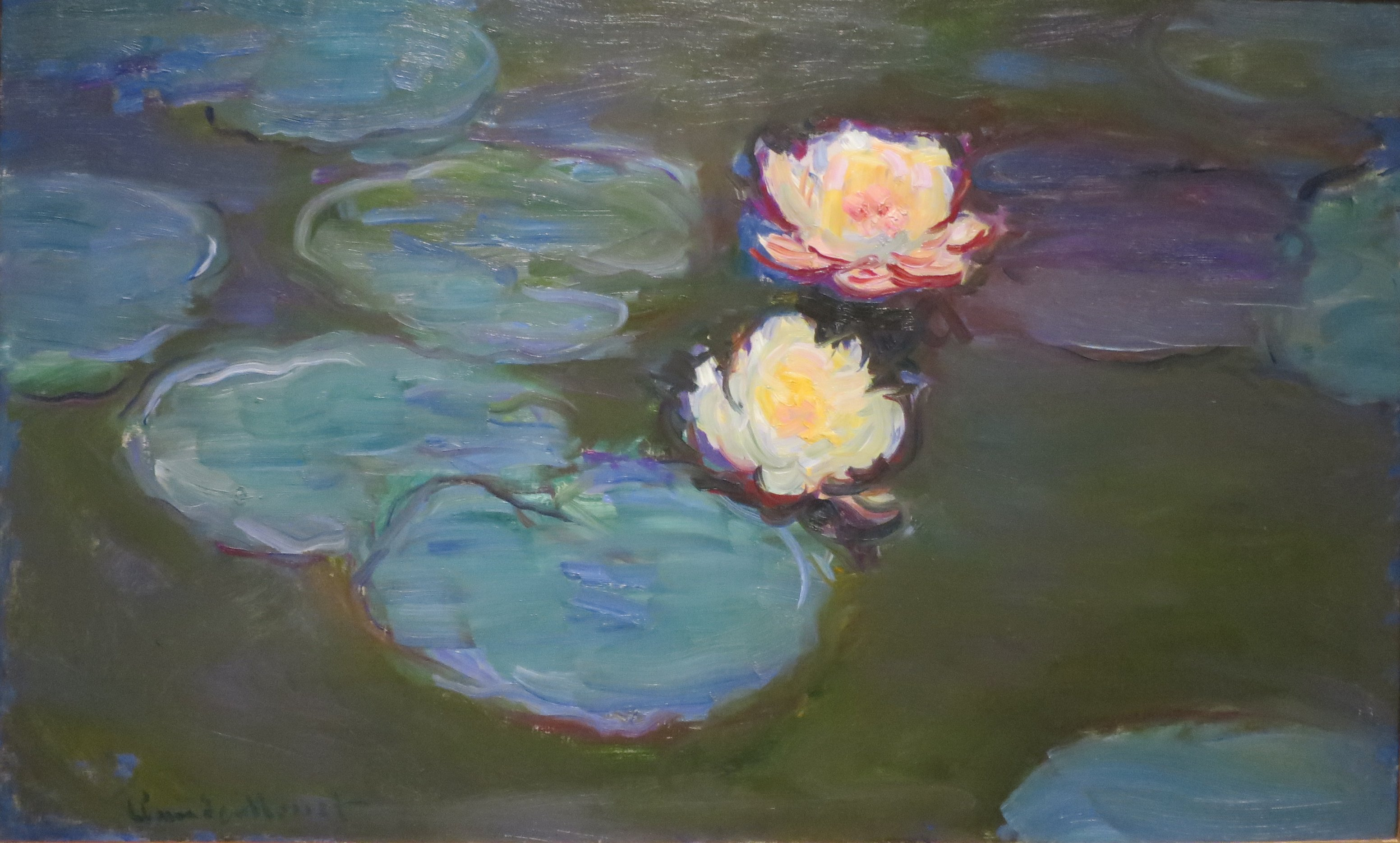
Nympheas, 1897–1898, Los Angeles County Museum of Art